# Маканский сельсовет
Маканский сельсовет — муниципальное образование в Хайбуллинском районе Башкортостана. Согласно Закону о границах, статусе и административных центрах муниципальных образований в Республике Башкортостан имеет статус сельского поселения.

## Население
| 2002  | 2010  | 2012  | 2013  | 2014  | 2015  | 2016  |
| ----- | ----- | ----- | ----- | ----- | ----- | ----- |
| 2492  | ↘2448 | ↘2399 | ↘2362 | ↘2326 | ↘2274 | ↘2240 |
| 2017  | 2018  |       |       |       |       |       |
| ↘2198 | ↘2169 |       |       |       |       |       |

## Состав
- с. Макан,
- д. Воздвиженка,
- д. Мамбетово,
- д. Сагитово.